# Marie Janson
Marie Janson, född 1873, död 1960, var en belgisk politiker. 
Hon var syster till premiärminister Paul-Émile Janson. Under första världskriget var hon engagerad i socialt arbete. Hon blev då medlem i socialistpartiet. Kvinnor i Belgien fick begränsad rösträtt och valbarhet 1920. Hon blev 1921 den första kvinnan som valdes till ett kommunalt stadsråd (i Saint-Gilles) och senare samma år till parlamentet (senaten) 1921-1958. 